# Zoonoslagen
Zoonoslag (1999:658) är en svensk lag, som kompletterar olika EU-förordningar (EU-bestämmelser) om zoonoser, det vill säga sådana sjukdomar, som kan spridas naturligt från djur till människa.
Det åligger bland annat den som om yrkesmässigt håller djur att vidta åtgärder för att förebygga och bekämpa spridning.
Ersättning kan lämnas av jordbruksverket efter ansökan på särskild blankett.